# ZNF331
ZNF331‏ (KRAB zinc finger protein) هوَ بروتين يُشَفر بواسطة جين ZNF331 في الإنسان.